# Nenad Miljenović
Nenad Miljenović (Čačak, 7 de abril de 1993) é um basquetebolista profissional sérvio que atualmente joga pelo Baloncesto Sevilla. O atleta possui 1,94m e joga na posição armador. 